# ماكسيم روسو
ماكسيم روسو (بالفرنسية: Maxime Rousseau)‏ (19 أغسطس 1991 في فرنسا - ) هو لاعب كرة قدم فرنسي في مركز الوسط. لعب مع نادي أنجيه وVendée Poiré-sur-Vie Football ‏.

## وصلات خارجية
- ماكسيم روسو على موقع قاعدة بيانات كرة القدم.إي يو (الإنجليزية)